# مدرسة محمد محمود الزبيري
مدرسة الشهيد محمد محمود الزبيري هي مدرسة حكومية تقع في حي الصافية من المشارف الجنوبية للعاصمة اليمنية صنعاء، و تقع في الحي المقابل لكلية الشرطة على شارع الدوحة. سميت بأسم محمد محمود الزبيري أحد أبطال ثورة 26 سبتمبر اليمنية.

## وصلات خارجية
1. ↑  خرائط جوجل – مدرسة محمد محمود الزبيري (Map). رسم الخرائط من شركة جوجل. اطلع عليه بتاريخ 2013-06-23. {{استشهاد بخريطة}}: الوسيط غير المعروف |publisher-link= تم تجاهله (مساعدة)